# Меридиан (клуб песни)
Клуб любителей авторской песни «Меридиан» — один из старейших в Петербурге клубов самодеятельной песни. Сегодня «Меридиан» объединяет около сотни авторов, исполнителей, любителей авторской песни самых разных возрастов и профессий.

## История
В 1956 году во Дворце культуры промкооперации (Каменноостровский проспект, дом 42; с 1960 года — ДК имени Ленсовета) был создан первый в СССР молодёжный клуб — Клуб молодёжи Петроградской стороны (КМПС). Одна из секций клуба — литературно-поэтическая.
С 1962 года в КМПС стали проводиться вечера песни. В 1965 году по решению горкома ВЛКСМ в ДК имени Ленсовета был проведён Первый Городской конкурс авторов и исполнителей самодеятельной песни. 1 октября 1965 года при ДК имени Ленсовета был официально утверждён Городской клуб песни.
Как отдельная творческая единица с именем «Меридиан» клуб появился в 1967 году.
Датой основания считается 18 февраля 1967 года.

Много лет руководила деятельностью клуба Анна Ильинична Яшунская.
Участниками клуба или его гостями были Леонид Нирман, Михаил Генделев, Лариса Герштейн, Лариса Владимирова, Алексей Брунов, Виктор Федоров, Александр Городницкий, Владимир Туриянский, Евгений Клячкин, Юрий Визбор, Валентин Вихорев, Юрий Кукин и многие другие барды.
За прошедшие десятилетия участники клуба «Меридиан» организовали сотни выступлений в стенах ДК имени Ленсовета, провели тысячи концертов, творческих встреч с любителями авторской, бардовской песни не только в Ленинграде — Санкт-Петербурге, но и в других городах России, стран СНГ и дальнего зарубежья.

## Сегодня
Клуб является инициатором и организатором фестивалей авторской песни («Весенняя капель» на базе ДК имени Ленсовета, «Струны фортов» в Кронштадте). Члены клуба ежегодно принимают участие во многих других фестивалях, в том числе в фестивале авторской песни имени Валерия Грушина («Грушинском фестивале»).
Клубный день — вторник; встречи проходили в 410-й комнате ДК имени Ленсовета.
Каждые выходные, на протяжении всего времени существования, начиная с мая и до первых холодов, клуб выезжает на выходные на Карельский перешеек.
С 1998 по 2010 года президентом клуба являлась Наталия Гудкова-Сарпова, с 2010 года «Меридианом» руководила Елена Куликова.
В ноябре 2011 года клуб переехал в Дом молодёжи Васильевского острова. Новый адрес: Санкт-Петербург, Большой проспект Васильевского острова, дом 65, 3-й этаж, комната 320.
С 2013 года клубом руководил Владимир Майоров, а 1 марта 2016 года президентом «Меридиана» избран Владимир Юрков. На середину 2016 года собрания Клуба проходят в Центре современной литературы (Васильевский остров, набережная Макарова, дом 10) по вторникам с 19:00, однако некоторые встречи проходят по-прежнему в Доме молодёжи Василеостровского района.